# 皇蛇鯖
皇蛇鯖為輻鰭魚綱鱸形目鯖亞目蛇鯖科的其中一種，分布於西太平洋區的澳洲及新喀里多尼亞海域，棲息深度270-470公尺，體長可達22公分，棲息在中底層水域，屬肉食性。

## 擴展閱讀
維基物種上的相關：皇蛇鯖